# الأكاديمية الإيرانية الإمبراطورية للفلسفة
الأكاديمية الإيرانية الإمبراطورية للفلسفة (بالفارسية: انجمن شاهنشاهی فلسفة إیران) تم تأسيسها في إيران أثناء عصر الدولة البهلوية على يد سيد حسين نصر، وهو أستاذ العلوم والفلسفة في جامعة طهران كما شغل، على مدار سنوات متعددة، منصب رئيس جامعة أريامهر للتقنيات في إيران. كما كان كذلك أول رئيس للأكاديمية الإيرانية الإمبراطورية للفلسفة. وقد كانت تلك الأكاديمية هي أول مؤسسة أكاديمية يتم تأسيسها بناء على مبادئ التقليدية الفلسفية.
وقد أكمل ويليام شيتيك، وهو عالم شهير في مجال الفكر والأدب الصوفي والفلسفة الإسلامية، الدكتوراه في الأدب الفارسي في جامعة طهران في عام 1974. ثم قام بتدريس مقارنة الأديان في إدارة الإنسانيات في جامعة أريامهر الفنية في طهران، ثم غادر إيران قبل الثورة مباشرة في عام 1979. كما شغل كذلك لفترة قصيرة قبل اندلاع الثورة منصب الأستاذ المساعد في الأكاديمية الإمبراطورية الإيرانية للفلسفة. كما عمل كذلك محررًا مساعدًا لموسوعة إيرانيكا، وهو حاليًا يشغل منصب أستاذ الدراسات الدينية في جامعة ولاية نيويورك في ستوني بروك.
كما تعاون د. شيتيك كذلك مع سيد حسين نصر والعلامة الطباطبائي في العديد من المشروعات الهامة.

## وصلات خارجية
- Nasr Foundation